# Monohelea bidens
Monohelea bidens är en tvåvingeart som beskrevs av Debenham 1972. Monohelea bidens ingår i släktet Monohelea och familjen svidknott. Inga underarter finns listade i Catalogue of Life.